# عبد الحميد بعلبكي
عبد الحميد بعلبكي (1940 - 9 ديسمبر 2013) هو كاتب وشاعر وفنان تشكيلي لبناني. 

## حياته
ولد عبد الحميد بعلبكي سنة 1940 في بلدة عديسة في الجنوب اللبناني قضاء مرجعيون، تلقى علومه الأولى في بلدته بالمدرسة الأولى الأقرب إلى الكتّاب منها إلى المدرسة العصرية، ثم أنتقل إلى النبطية وتابع دراسة المرحلة المتوسطة في التكميلية الرسمية التي انتقل للعيش والتعلم فيها.
انتسب لمعهد الفنون الجميلة في العام 1971 في الجامعة اللبنانية حصل بعدها على شهادة الدبلوم بتقدير ممتاز، ونتيجة لتفوقه نال منحة لمتابعة الدراسات العليا في باريس في أكاديمية الفنون الجميلة وذلك لمدة ثلاث سنوات عاد بعدها إلى لبنان.

### زوجته وأولاده
تزوج عبد الحميد بعلبكي من أديبة رمال التي توفيت في زمن حياته وأنجب منها 8 أولاد:
- سمية بعلبكي: زوجة الفنان نبيه الخطيب.
- لبنان بعلبكي: قائد الأوركسترا
- أسامة بعلبكي: فنان تشيكلي
- منذر بعلبكي: ممثل
- سلمان بعلبكي: عازف الإيقاع
- جمانة بعلبكي: إعلامية وزوجة الإعلامي حسين أيوب
- ربى ولبنى

### شقيقاه
- الفنان عبد المجيد بعلبكي
- الفنان فوزي بعلبكي

## مسيرته
- زاول مهنة التدريس في معهد الفنون الجميلة في الجامعة اللبنانية بدءا من العام 1975 وكرّس نفسه كفنان تشكيلي واستمرّ في عمله زهاء 35 عاما. هذا بالإضافة لإصداره العديد من الدواوين والدراسات، إلى جانب عمله كنحّات ورسّام من المدرسة الواقعية.
- عمل محاضر في الجامعة اللبنانية، عمل على إحياء المنمنمة الإسلامية في اللوحات المعاصرة.
- بدأ بنشر أشعاره في مجلة الآداب وهو في سن التاسعة عشرة من عمره. وكان ينشر فيها قصائده بالتوقيع المستعار «مختار عبد الباقي». ثم توقّف عن نشر أشعاره.
- بدأ بكاتبة قصائده الأولى متأثرا بقصيدة التفعيلة أو ما سمي في حينه «الشعر الحر». ثم تغيّر إيقاع شعره فطبع بعد عقود دواوين متّبعا بحور الخليل التقليدية.[3]  أصدر أربعة دوواين شعرية وترجم رباعيات عمر الخيام إلى العربية.
- خلال فترة  التسعينيات  أنجَز لوحته الشهيرة “عاشوراء”، بدأ نجمه يعلو كواحد من أبرز فنّاني الجيل الرابع في الحركة التشكيليَّة في لبنان.[4]
- تأثّر عبد الحميد بأسلوب أخيه الأكبر (عبد المجيد بعلبكي) الذي له الفضل في اكتشاف موهبة النحت عند أخيه الأصغر، وكان الأخير يعتبره معلّمه الأول.
- ينتمي في الرسم والنحت إلى المدرسة «الواقعية المكنية» نسبة إلى الكناية، كما ويعتمد على السخرية النقدية غير المستهلكة.[5]

- عضو جمعية الفنانين اللبنانيين للرسم والنحت.
- متخصص في فن الجدرانيات.
- رئيس جمعية الفنانين اللبنانيين للرسم والنحت 1993.

## أعماله
له عدد من المؤلفات الشعرية والنثرية والفنية.

### الشعر
- لكيلا لا يكون الصمت - 1999
- خواطر في العشق - 2001
- ورود لمثواها - 2003
- ماذا يقول الليل - 2005
- رباعيات الخيام (ترجمة)

### النحت والرسم
- نشرة أشكال ألوان - مجلة أصدرها ما بين عامي 1987 و 1988
- أصداف ملونة - 2002

### مؤلفات أدبية
- حكايا قرايا - طرائف واخبار من العديسة والجوار
- هكذا تكلّم عبدول

## وفاته
وافته المنية ببلدته العديسة في 9 ديسمبر 2013. ودُفن في بلدته العديسة.

## أعلام
ناقشت الطالبة دانيا كوكب رسالة دبلوم عن حياة وسيرة عبد الحميد بعلبكي في معهد الفنون الجميلة في 5 تموز 2004.